# Hermin Veres
Hermin Veres, född 1815, död 1895, var en ungersk feminist. Hon grundade ONKE, nationella föreningen för kvinnors utbildning i Ungern, och var dess första ordförande 1868-95, och hon grundade även Ungerns första gymnasium för flickor 1869. 
Hon var dotter till den slovakiska godsägaren Pal Beniczky (d. 1816) och Karolina Sturmann (d. 1831), och gifte sig 1839 med den förmögne ämbetshavaren Pal Veres (1815-1886). Hon var själv bildad genom självstudier, och hyrde privatlärare åt sin dotter, men upplevde en frustration över att det inte fanns någon seriös skola i Ungern öppen för flickor över grundskolan. 
När hon under 1860-talet blev nationalist i enlighet med tidens då moderna strömningar, kom hon att anse att kvinnors utbildning var nödvändig även ur ett nationellt perspektiv: år 1865 deltog hon i den offentliga samhällsdebatten genom att publicera en uppmärksammad artikel med argumentet att kvinnor borde för seriös akademisk utbildning för nationens bästa eftersom bildade mödrar skulle stärka nationen och därför var dess ansvar. 1868 grundade hon organisationen ONKE med sig själv som ordförande och Josefin Teleki som vice, med syftet att förverkliga målet att grunda en seriös akademisk sekundärskola för kvinnor i Ungern, något som den nya utbildningslagen från samma år formellt åtog sig att förse alla sina medborgare med, men som den i praktiken inte gjorde för kvinnor. Året därpå öppnade hon Ungerns första privata sekundärskola öppen för kvinnor i Budapest. Initialt med endast 14 elever, hade antalet växt till 800 år 1893. Hon tvingades under 1870-talet möta svåra stridigheter mellan protestanter och katoliker inom skolverksamheten. 
Hon avled 1895. Samma år öppnades universitsutbildningen för kvinnor i Ungern, och hennes skola blev formellt Ungerns första gymnasium öppet för kvinnor. 
Hon blev 1879 den första icke adliga kvinna att motta den gyllene förtjänstorden av kungen. En staty restes över henne i Budapest 1906. 